# 羅馬都會區

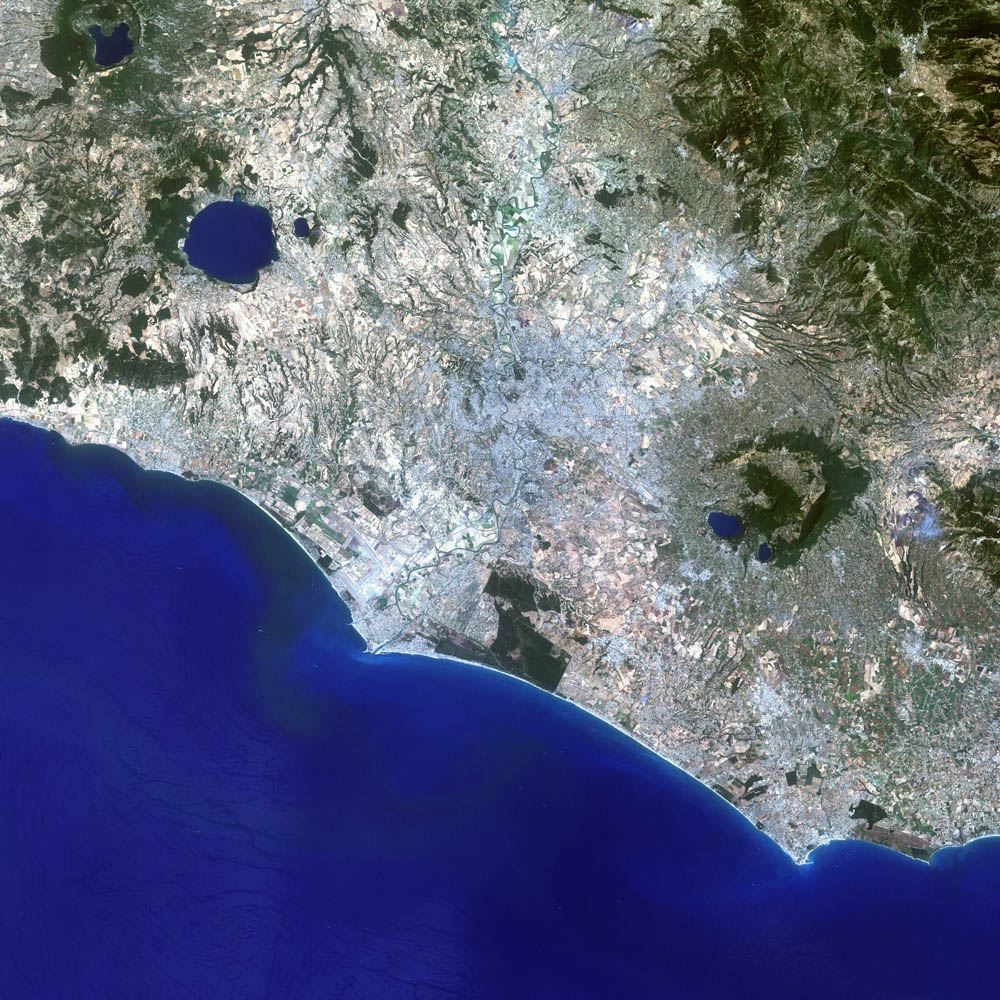
羅馬都會區衛星地圖

羅馬都會區（義大利語：Area metropolitana di Roma）是義大利的一個都會區。羅馬都會區是義大利人口第三多的都會區，截至2017年有人口約4,353,738。羅馬都會區的大部分都市由羅馬首都廣域市和拉蒂納省管轄。